# Europamästerskapen i badminton 1984
Europamästerskapen i badminton 1984 anordnades den 8-14 april i Preston, England. 

## Medaljsummering
| Pl. | Nation    | Guld | Silver | Brons | Totalt |
| --- | --------- | ---- | ------ | ----- | ------ |
| 1   | England   | 5    | 2      | 4     | 11     |
| 2   | Danmark   | 1    | 3      | 2     | 6      |
| 3   | Sverige   | 0    | 1      | 4     | 5      |
| 4   | Skottland | 0    | 0      | 1     | 1      |

## Resultat
| Event       | Guld                        | Silver                           | Brons                               |
| Herrsingel  | Morten Frost                | Jens Peter Nierhoff              | Steve Baddeley                      |
| Herrsingel  | Morten Frost                | Jens Peter Nierhoff              | Göran Karlsson                      |
| Damsingel   | Helen Troke                 | Sally Podger                     | Karen Beckman                       |
| Damsingel   | Helen Troke                 | Sally Podger                     | Kirsten Larsen                      |
| Herrdubbel  | Martin Dew Mike Tredgett    | Morten Frost Jens Peter Nierhoff | Billy Gilliland Dan Travers         |
| Herrdubbel  | Martin Dew Mike Tredgett    | Morten Frost Jens Peter Nierhoff | Lars Wengberg Ulf Johansson         |
| Damdubbel   | Gillian Clark Karen Chapman | Gillian Gilks Karen Beckman      | Dorte Kjaer Kirsten Larsen          |
| Damdubbel   | Gillian Clark Karen Chapman | Gillian Gilks Karen Beckman      | Maria Bengtsson Christine Magnusson |
| Mixeddubbel | Martin Dew Gillian Gilks    | Thomas Kihlström Maria Bengtsson | Nigel Tier Gillian Clark            |
| Mixeddubbel | Martin Dew Gillian Gilks    | Thomas Kihlström Maria Bengtsson | Mike Tredgett Karen Chapman         |
| Lag         | England                     | Danmark                          | Sverige                             |